# Georg Wilhelm Müller (Kaufmann)
Georg Wilhelm Müller (* 20. Oktober 1738 in Lübeck; † 25. Oktober 1814 ebenda) war Ratsherr der Hansestadt Lübeck.
Der Kaufmann und Inhaber der Firma Gebrüder Müller war spanischer Konsul in Lübeck und Mitglied der Schonenfahrer in Lübeck. Aus dem Kreis dieser Kaufleutekorporation wurde er 1798 in den Rat der Stadt erwählt.
Er war der Vater des Ratsherrn Ludwig Müller.